# Satoshi Taira
Satoshi Taira (jap. 平 聡, Taira Satoshi; * 16. Juli 1970 in der Präfektur Iwate) ist ein ehemaliger japanischer Fußballspieler.

## Karriere
Taira erlernte das Fußballspielen in der Schulmannschaft der Morioka Commercial High School und der Universitätsmannschaft der Juntendo-Universität. Seinen ersten Vertrag unterschrieb er 1993 bei den Tohoku Electric Power (Brummell Sendai, Vegalta Sendai). Für den Verein absolvierte er 66 Spiele. Danach spielte er bei den Morioka Zebra (2000–2003) und Nippon Steel Kamaishi SC (2004). Ende 2004 beendete er seine Karriere als Fußballspieler.